# Hagiwara Hiromichi
En aquest nom japonès, el cognom és Hagiwara.
Hagiwara Hiromichi (萩原広道) (1815-1863) va ser un acadèmic de la literatura, un filòsof, i un estudiós nadiu (Kokugaku) així com un autor, traductor i actiu poeta de finals del període Edo al Japó. Se'l coneix principalment pels comentaris i anàlisi que va fer del Genji Monogatari en la seva obra titulada Genji monogatari hyōshaku (源氏物語評釈　Una valoració del Genji) publicada en dues entregues el 1854 i el 1861.

## Recursos i bibliografia
- Caddeau, Patrick. Appraising Genji: Literary Criticism and Cultural Anxiety in the Age of the Last Samurai New York, SUNY Press, 2006.
- Kôda Rohan. Rohan Zenshû. 44 vols. Tokyo: Iwanami Shoten, 1978.
- Noguchi Takehiko. Genji monogatari o Edo kara yomu. Tōkyō: Kōdansha, 1985.
- Noguchi Takehiko. “Hagiwara Hiromichi ‘Genji monogatari hyōshaku’ no bungaku hihyō.” Kōza Genji monogatari no sekai 7: Yũikaku, S. 57 321–22.
- Noguchi Takehiko. “The Substratum Constituting Monogatari: Prose Structure and Narrative in Genji Monogatari.” Translated by Bob Tadashi Wakabayashi
- Principles of Classical Japanese Literature, ed. Earl Miner, 130–50. Princeton, NJ: Princeton University Press, 1985.

### Principals obres de Hagiwara Hiromichi
- Ashi no ha wake 葦の葉わけ (Collection of comic prose, 1863)
- Genji monogatari hyôshaku: kōsei yakuchū (An Appraisal of Genji, 1854–61)
- Honkyō tei 本教提綱 (also as Hongaku taigai; Presentation of the main teachings, 1846)
- Kogen yakkai 古語訳解 (Dictionary of terms from classical texts, 1848)
- San'yōdō meisho 三陽道名所 (Guide to the San'yô Region; unpublished ms from 1840’s)
- Seijū on'yakujiron (Treatise on Methods of Transliteration of Western Weaponry Texts, 1845)
- Tamazasa(Collection of Miscellaneous Writings,1844)
- Te–ni–o–ha keijiben て•に•を•は係辞辨 (A Discourse on Grammar;1846)